# Scott Brown (bassist)
Scott George Brown (Winnipeg, 1964) is een Canadees rockzanger en -bassist, bekend als lid van de Canadese rockband Trooper. Hij heeft ook gewerkt met zanger Paul Laine, zowel als soloartiest als met Danger Danger.

## Biografie
Brown kwam in 1996 bij Trooper en toert sindsdien met de band, waardoor hij een van de langstlopende leden in de geschiedenis van de band is. Brown was te horen toen Trooper optrad in de Olympics Victory Ceremonies van 2010 in Vancouver, Brits-Columbia op 21 februari 2010. De verslaggeving van het evenement werd uitgezonden in Canada en de rest van de wereld op netwerken zoals CTV en MuchMusic. Brown verblijft momenteel op Vancouver Island en blijft optreden met Trooper. Als hij niet met Trooper op tournee is, geeft hij solo- en duo-akoestische shows op Vancouver Island en op het hele vasteland.